# Jezioro Witobelskie
Jezioro Witobelskie – jezioro rynnowe w Polsce, położone w województwie wielkopolskim, w powiecie poznańskim, w gminie Stęszew, leżące na Wysoczyźnie Grodziskiej, w granicach Wielkopolskiego Parku Narodowego.

## Charakterystyka
Linia brzegowa słabo rozwinięta, brzegi wysokie, miejscami porośnięte lasem. Przy południowym krańcu jeziora wieś Łódź. Przez jezioro przepływa Samica Stęszewska.

## Dane morfometryczne
Powierzchnia zwierciadła wody według różnych źródeł wynosi od 100,0 ha przez 105,0 ha do 105,9 ha.
Zwierciadło wody położone jest na wysokości 64,4 m n.p.m. lub 64,8 m n.p.m. Średnia głębokość jeziora wynosi 3,4 m, natomiast głębokość maksymalna 5,4 m. Objętość jeziora według różnych źródeł wynosi od 3477,3 tys. m³ do 5579,0 tys. m³. Powierzchnia zlewni obejmuje 4302,5 ha. Długość linii brzegowej to 5400 m.

## Tor regatowy
W okresie międzywojennym na jeziorze Witobelskim powstał tor wioślarski. Wybudowano go staraniem m.in. Władysława Kontrowicza. Otwarcie miało miejsce w 1930 roku. Długość wynosiła 1200 metrów (dystans dla pań) i 2000 metrów (dystans dla panów). Na torze tym odbyły się między innymi regaty eliminacyjne przed Igrzyskami olimpijskimi w 1932 roku. W 1938 roku zorganizowano 19 Regaty Związkowe o Mistrzostwo Polski połączone z meczem Polska – Węgry. W dniach 12-13 sierpnia 1939 roku odbyły się regaty 20 Regaty Związkowe o Mistrzostwo Polski pod patronatem  Marszałka Polski Edwarda Śmigłego-Rydza, na których w honorowym komitecie znajdowali się Minister Spraw Zagranicznych Józef Beck. Podczas II Wojny Światowej tor został całkowicie zniszczony i nigdy nie został odbudowany.

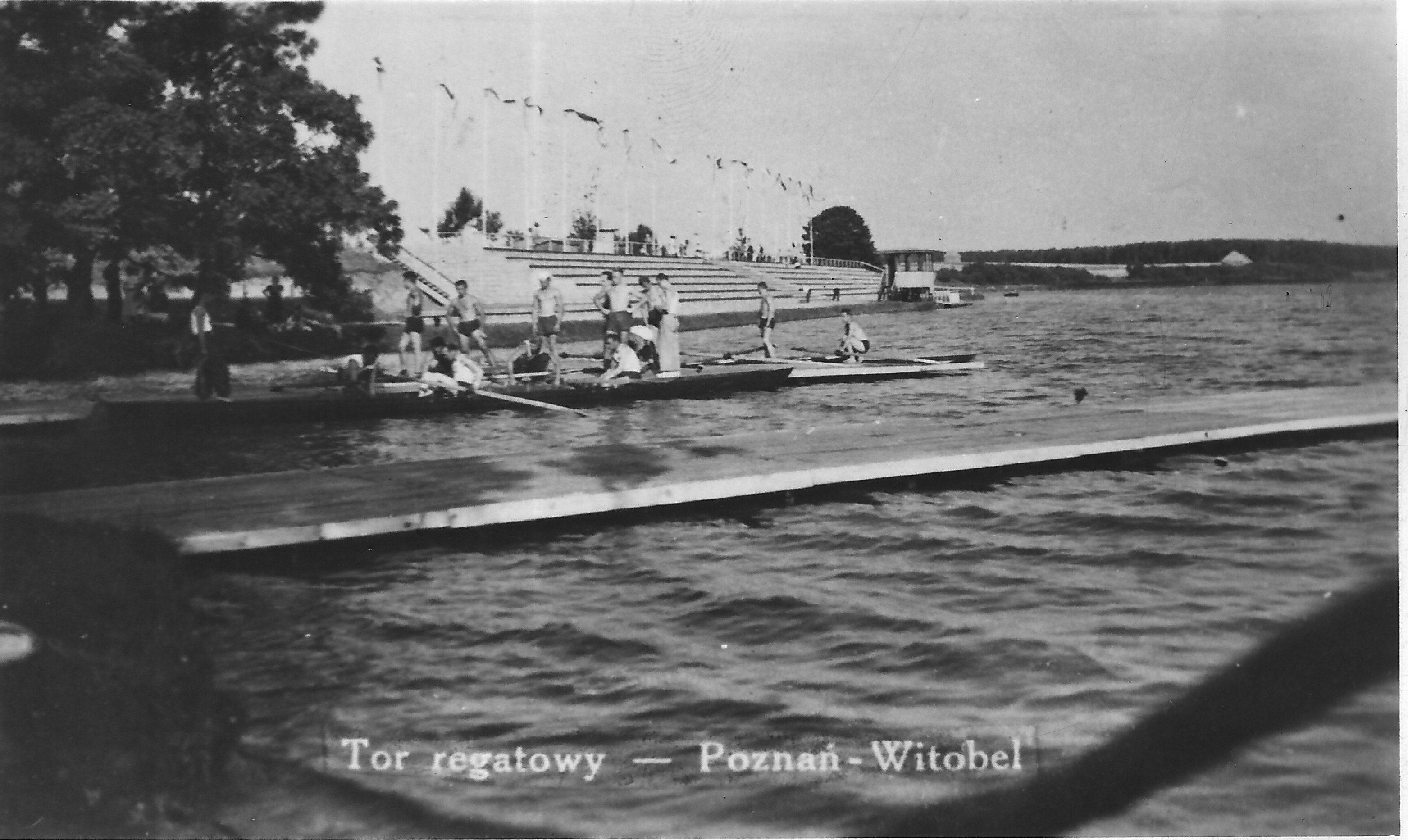
Tor regatowy - Poznań-Witobel
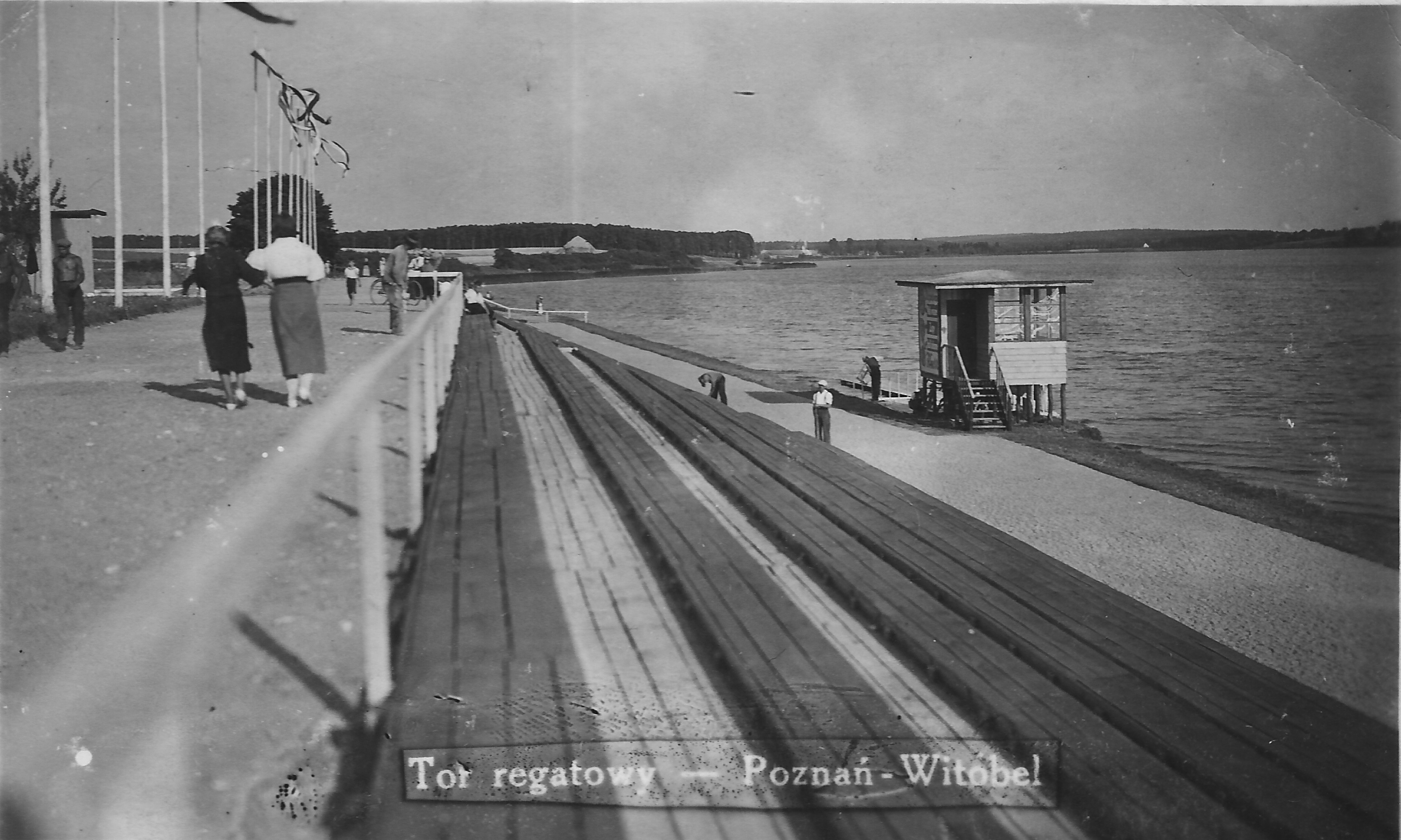
Tor regatowy na Jeziorze Witobelskim
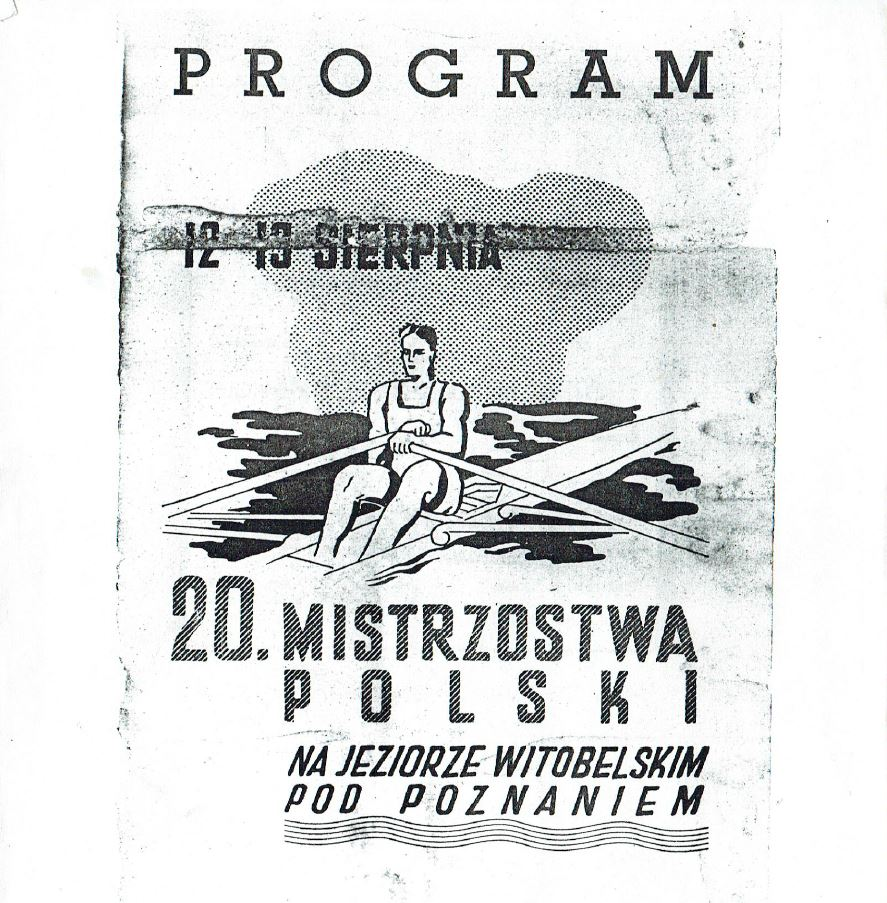
Program Mistrzostw Polski w 1939 r.
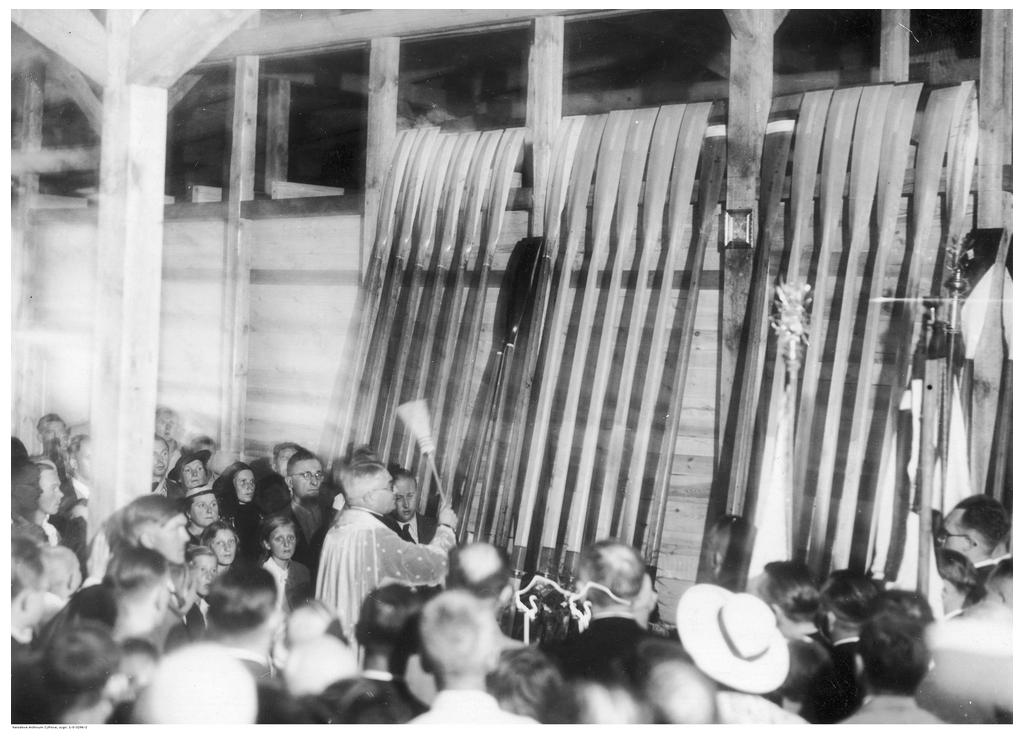
Poświęcenie przystani wioślarskiej nad jez Witobelskim